# Bellavista de La Florida (estación)
Bellavista de La Florida es una estación ferroviaria que forma parte de la red del Metro de Santiago de Chile. Se encuentra subterránea entre las estaciones Mirador y Vicente Valdés de la Línea 5. La estación se ubica bajo Vicuña Mackenna Oriente a la altura del Paradero 13, en la comuna de La Florida.

## Historia
La estación fue construida para operar como la estación terminal de la Línea 5 hasta el 30 de noviembre de 2005, fecha en que fue inaugurada la extensión hacia Vicente Valdés. El 14 de junio de 2000 la estación sufrió una grave inundación que la dejó inhabilitada, estableciéndose en su reemplazo un transbordo gratuito con el servicio de Metrobús hasta la estación Irarrázaval.

## Características y entorno
Es una de las estaciones con mayor flujo de pasajeros que se dirigen y vienen del centro de la ciudad. La estación cuenta con largos y anchos andenes para hacer más eficiente el servicio, como así también cuenta con 5 salidas al nivel de calle y dos salidas adicionales, al Mall Plaza Vespucio y al terminal intermodal con metrobuses, que no salen a este nivel.
Esta estación está íntimamente relacionada con uno de los más grandes centros comerciales del país, el Mall Plaza Vespucio. En él se encuentran las principales casas comerciales retail de Chile, un gran patio de comidas, cientos de tiendas, una sala de música, un teatro, venta de automóviles, un supermercado Líder y centros de salud.
En el entorno inmediato de la estación, se encuentran la Ilustre Municipalidad de La Florida, supermercados, centros de estudio como DuocUC y Manpower, clínicas, colegio Bellavista de La Florida y centros médicos. En la zona adyacente predomina un uso comercial del suelo, con una gran concurrencia y una convergencia entre los grandes subcentros con las edificaciones en altura. Se encuentra próxima a la Autopista Vespucio Sur.

### Accesos
| Acceso | Intersección                               |
| ------ | ------------------------------------------ |
| A      | Av. Vicuña Mackenna Oriente con El Cabildo |
| B      | Mall Plaza Vespucio                        |
| C      | Av. Vicuña Mackenna con Serafín Zamora     |
| D      | Av. Vicuña Mackenna con Serafín Zamora     |

## Origen etimológico
El origen del nombre de esta estación se remonta a la antigua estación «Bellavista» del Ferrocarril del Llano de Maipo que existió en este lugar. Además se agregó el nombre de la comuna para evitar confusiones con el Barrio Bellavista, ubicado en las comunas de Providencia y Recoleta. 
Originalmente la estación se iba a llamar «La Florida», sin embargo, un grupo de personas del Santuario de Schoenstatt de Bellavista encabezado por su rector, el padre Raúl Arcila Leiva, propuso el nombre «Bellavista de La Florida», no solo por la antigua estación del Ferrocarril del Llano de Maipo, sino que también por el santuario creado el 20 de mayo de 1949.
Adicionalmente, la estación también recibió el nombre preliminar de «Américo Vespucio» en uno de los planos que presentaban distintas propuestas para el tramo inicial de la Línea 5.

## Galería

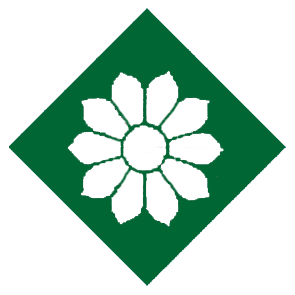
Antiguo símbolo con que se identificó a la estación.
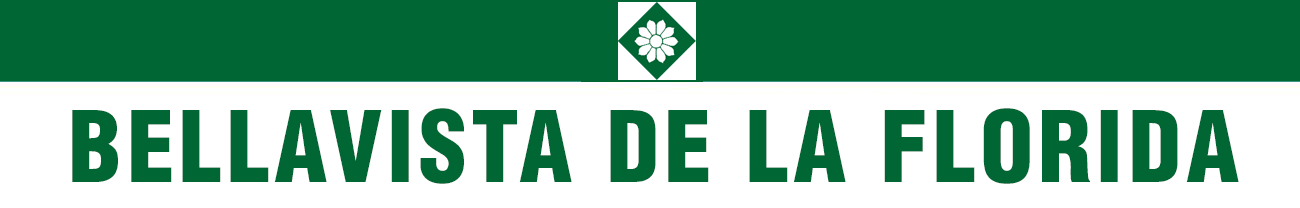
Cenefa utilizada en 1997.
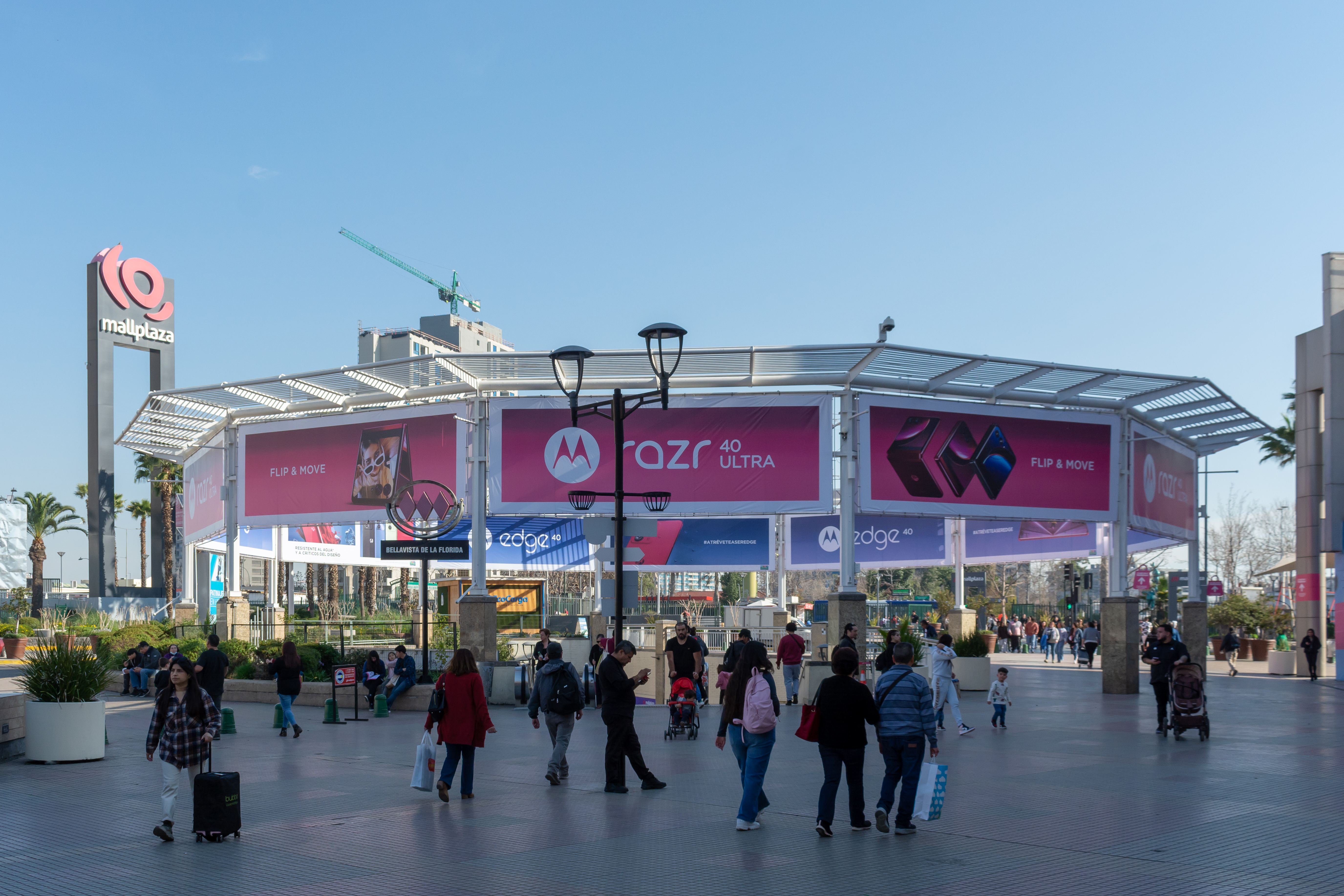
Antigua salida de la estación frente a Mall Plaza Vespucio.
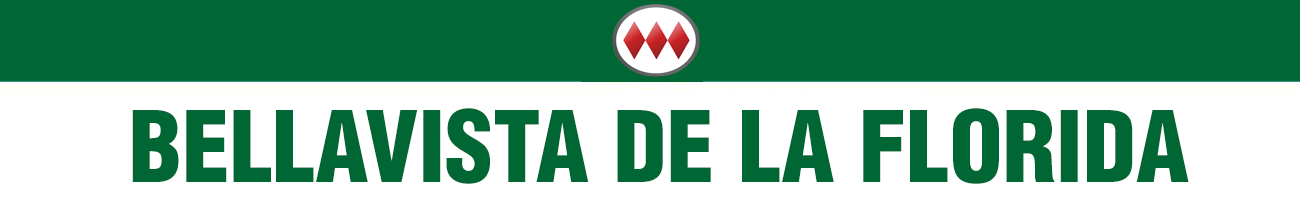
Cenefa utilizada actualmente en los andenes.

## Conexión con Red Metropolitana de Movilidad
Independiente de la Estación Intermodal Bellavista de La Florida, la estación posee 13 paraderos de Red Metropolitana de Movilidad en sus alrededores (sin la existencia del paradero 2), los cuales corresponden a:
| Paradero/ Código                                    | Recorridos |
| --------------------------------------------------- | --- |
| Parada 1 / Metro Bellavista de La Florida (PE1490)  | 210 (Estación Central) - 210e (Estación Central) - 210v (Estación Central) - 213e (Plaza Italia) - 224 (Ñuñoa) - 233 (Fin del recorrido) - E04 (Metro Franklin) - F30n (La Moneda)                                                                                            |
| Parada 3 / Metro Bellavista de La Florida (PE160)   | 118 (Maipú) - 211 (Nos) - 225 (Bahía Catalina) - 262n (Villa España) - 325 (Gabriela) - E07 (Rojas Magallanes) - E08 (Diego Portales) - E13 (Gabriela) - E14 (San José de la Estrella) - E18 (Hospital Padre Hurtado)                                                         |
| Parada 4 / Metro Bellavista de La Florida (PE184)   | 118 (La Florida) - 211 (La Florida) - 225 (Las Condes) - 262n (Metro Macul) |
| Parada 5 / Metro Bellavista de La Florida (PE1262)  | E03 (Jardín Alto) - E04 (Av. La Florida) |
| Parada 6 / Metro Bellavista de La Florida (PE152)   | 210 (Estación Central) - 210e (Estación Central) - 210v (Estación Central) - 213e (Plaza Italia) - F30n (La Moneda) |
| Parada 7 / Metro Bellavista de La Florida (PE193)   | 118 (La Florida) - 204n (Alameda / Gabriela) - 211 (La Florida) - 224 (Ñuñoa) - 224c (Metro Vicente Valdés) - 262n (Metro Macul) - E03 (Jardín Alto) - E04 (Av. La Florida) - E10 (El Hualle) - F25e (Metro Bellavista de La Florida)                                         |
| Parada 8 / Metro Bellavista de La Florida (PE425)   | 204n (Alameda) - 233 (El Castillo) - E03 (Metro Lo Ovalle) - E10 (Santa Rosa Paradero 21) - E18 (Hospital Padre Hurtado) |
| Parada 9 / Metro Bellavista de La Florida (PE125)   | 210 (Puente Alto) - 210e (Puente Alto) - 210v (Av. México) - 213e (Puente Alto) - 224 (Gabriela) - 233 (El Castillo) - E04 (Av. La Florida) - E05 (Metro Bellavista de La Florida) - F30n (Bajos de Mena)                                                                     |
| Parada 10 / Metro Bellavista de La Florida (PE523)  | 323 (La Loma) - 325 (Gabriela) - E07 (Rojas Magallanes) - E08 (Diego Portales) - E13 (Gabriela) - E14 (San José de la Estrella) - E15c (Gabriela) |
| Parada 11 / Metro Bellavista de La Florida (PE1489) | 325 (Metro Irarrázaval) |
| Parada 12 / Metro Bellavista de La Florida (PE1441) | 225 (Las Condes) - 325 (Metro Irarrázaval) - E10 (Santa Rosa Paradero 21) - E13 (Metro Bellavista de La Florida) - E14 (Metro Bellavista de La Florida) - E15c (Metro Bellavista de La Florida) - E18 (Metro Bellavista de La Florida) - F25 (Metro Bellavista de La Florida) |
| Parada 13 / Metro Bellavista de La Florida (PE1491) | E04 (Av. La Florida) - E05 (Metro Bellavista de La Florida) |
| Parada 14 / Metro Bellavista de La Florida (PE1492) | 210 (Puente Alto) - 210v (Av. México) - 213e (Puente Alto) - 224 (Gabriela) - F30n (Bajos de Mena) |